# Tom Hodges
Thomas "Tom" Hodges, född 25 juni 1993, är en brittisk-amerikansk före detta ishockeymålvakt som spelade 19 minuter och 16 sekunder i en NHL-match för Anaheim Ducks när de mötte Dallas Stars på bortaplan i American Airlines Center i Dallas, Texas i USA den 29 april 2022. Han fick hoppa in i tredje perioden som en akut backup efter att Ducks båda målvakter John Gibson och Anthony Stolarz fick utgå på grund av skador. Hodges fick emot sig tre skott varav ett gick in i en match där Ducks förlorade med 4–2. Han utsågs dock till matchens tredje bästa spelare.
Hodges har tidigare spelat för Allen Americans i ECHL.
Samtidigt som han studerade vid Southern Methodist University, blev han 2019 utsedd som Dallas Stars officiella backupmålvakt för akuta situationer, precis som det hände den 29 april. Hodges har även deltagit som träningsmålvakt vid träningspass med Stars och deras gamla farmarlag Allen Americans. Han arbetar till vardags inom försäkringsbranschen.

## Statistik
M = Matcher, V = Vinster, F = Förluster, O = Oavgjorda, ÖF = Förluster på övertid eller straffar, MIN = Spelade minuter, IM = Insläppta Mål, N = Hållit nollan, GAA = Genomsnitt insläppta mål per match, R% = Räddningsprocent
| Säsong     | Lag             | Liga       | M | V | F | O | ÖF | MIN | IM | N | GAA  | R%    |       |
| ---------- | --------------- | ---------- | - | - | - | - | -- | --- | -- | - | ---- | ----- | ----- |
| 2016–2017  | Allen Americans | ECHL       | 1 | 0 | 0 | 0 | 0  | 1   | 0  | 0 | 0,00 | 1,000 | [ 9 ] |
| 2021–2022  | Anaheim Ducks   | NHL        | 1 | 0 | 1 | 0 | 0  | 19  | 1  | 0 | 3,11 | 0,667 | [ 9 ] |
| NHL totalt | NHL totalt      | NHL totalt | 1 | 0 | 1 | 0 | 0  | 19  | 1  | 0 | 3,11 | 0,667 |       |